# 刘星汉
刘星汉（1923年—2003年7月2日），男，陕西绥德人，中华人民共和国政治人物，曾任中共江苏省委统战部部长，江苏省政协副主席。